# Association Sportive de Saint-Étienne Loire 2023-2024 (femminile)
Questa voce raccoglie le informazioni riguardanti la squadra femminile dell'Association Sportive de Saint-Étienne Loire nelle competizioni ufficiali della stagione 2023-2024.

## Maglie e sponsor
La grafica è la stessa adottata dalla squadra maschile del Saint-Étienne e che riprendono i colori sociali del club, il verde e il bianco. Main sponsor è AÉSIO mutuelle, mentre quello tecnico, fornitore delle tenute da gioco, è Hummel.
| Casa | Trasferta | 3ª tenuta |

## Organigramma societario
Come da sito footofeminin.fr.
Area tecnica
- Allenatore: Laurent Mortel
- Allenatori in seconda: Mac-Antoine Brihat, Mathieu Dupré
- Preparatore dei portieri: Baptiste Dumas
- Preparatori atletici: Axel Berger, Mathieu Dupré
- Medici sociali:
- Fisioterapisti:
- Analista video: Suzy Pasquier
- Team Manager: Hervé Faure

## Rosa
Rosa, ruoli e numeri di maglia come da sito ufficiale, integrati dal sito footofeminin.fr.
| N. |                        | Ruolo | Calciatrice           |
| -- | ---------------------- | ----- | --------------------- |
| 1  | Nigeria (bandiera)     | P     | Yewande Balogun       |
| 2  | Austria (bandiera)     | D     | Sarah Klotz           |
| 3  | Francia (bandiera)     | D     | Chloé Tapia           |
| 4  | Nigeria (bandiera)     | C     | Amanda Mbadi          |
| 6  | Francia (bandiera)     | C     | Élise Legrout         |
| 7  | Stati Uniti (bandiera) | A     | Kristen Scott         |
| 8  | Canada (bandiera)      | A     | Alexandria Lamontagne |
| 9  | Francia (bandiera)     | A     | Laury Jésus           |
| 10 | Francia (bandiera)     | C     | Solène Champagnac     |
| 11 | Nigeria (bandiera)     | C     | Regina Otu            |
| 12 | Haiti (bandiera)       | C     | Amandine Pierre-Louis |
| 13 | Francia (bandiera)     | C     | Faustine Bataillard   |
| 15 | Francia (bandiera)     | D     | Ninon Blanchard       |
| 16 | Francia (bandiera)     | P     | Maryne Gignoux        |

| N. |                        | Ruolo | Calciatrice         |
| -- | ---------------------- | ----- | ------------------- |
| 17 | Francia (bandiera)     | A     | Kess Elmore         |
| 18 | Francia (bandiera)     | A     | Cindy Caputo        |
| 19 | Francia (bandiera)     | D     | Anaëlle Anglais     |
| 20 | Bielorussia (bandiera) | D     | Viktoria Kazakevich |
| 21 | Algeria (bandiera)     | D     | Morgane Belkhiter   |
| 22 | Stati Uniti (bandiera) | A     | Phoenetia Browne    |
| 23 | Svizzera (bandiera)    | D     | Thaïs Hurni         |
| 23 | Francia (bandiera)     | C     | Baby-Jordy Benera   |
| 24 | Francia (bandiera)     | A     | Louann Archier      |
| 25 | Stati Uniti (bandiera) | A     | Hayley Dowd         |
| 27 | Francia (bandiera)     | A     | Cyrine Ben Rabah    |
| 28 | Francia (bandiera)     | D     | Noémie Carage       |
| 29 | Francia (bandiera)     | D     | Ophélie Chaudier    |
| 30 | Francia (bandiera)     | P     | Alexane Géry        |

## Calciomercato

### Sessione estiva
| Acquisti | Acquisti              | Acquisti            | Acquisti          |
| R.       | Nome                  | da                  | Modalità          |
| -------- | --------------------- | ------------------- | ----------------- |
| D        | Noémie Carage         | Milan               | [ 1 ] [ 5 ] [ 6 ] |
| D        | Thaïs Hurni           | Servette Chênois    | [ 1 ]             |
| D        | Viktoria Kazakevich   | FK Minsk            | [ 1 ]             |
| D        | Sarah Klotz           | Lucerna             | [ 1 ]             |
| C        | Solène Champagnac     | Rodez               | [ 1 ]             |
| C        | Amanda Mbadi          | Thonon Évian        | [ 1 ]             |
| A        | Kess Elmore           | Oregon Ducks        | [ 1 ]             |
| A        | Alexandria Lamontagne | Rodez               | [ 1 ]             |
| A        | Cyrine Ben Rabah      | Olympique Marsiglia | [ 1 ]             |
| A        | Kristen Scott         | Orlando Pride       | [ 1 ]             |

| Cessioni | Cessioni          | Cessioni            | Cessioni   |
| R.       | Nome              | a                   | Modalità   |
| -------- | ----------------- | ------------------- | ---------- |
| D        | Florine Belin     | Chassieu Décines    | [ 1 ]      |
| D        | Malikae Dayes     | Aalborg             | [ 1 ]      |
| C        | Abby Carchio      | Fortuna Hjørring    | [ 1 ]      |
| C        | Nadège Cissé      | Nizza               | [ 1 ]      |
| C        | Adeline Coquard   | Le Puy              | [ 1 ]      |
| C        | Chloé Marty       | Tolosa              | [ 1 ]      |
| A        | Mikayla Dayes     | Rodez               | [ 1 ]      |
| A        | Peyton DePriest   |                     | ritirata   |
| A        | Esther Okoronkwo  | Granadilla Tenerife | [ 1 ]      |
| A        | Tetjana Romanenko |                     | svincolata |

### Sessione invernale
| Acquisti | Acquisti              | Acquisti            | Acquisti   |
| R.       | Nome                  | da                  | Modalità   |
| -------- | --------------------- | ------------------- | ---------- |
| D        | Morgane Belkhiter     | Le Havre            | [ 7 ]      |
| C        | Baby-Jordy Benera     | Paris Saint-Germain | prestito   |
| C        | Amandine Pierre-Louis |                     | svincolata |
| A        | Hayley Dowd           | Djurgården          | [ 7 ]      |

| Cessioni | Cessioni            | Cessioni | Cessioni              |
| R.       | Nome                | a        | Modalità              |
| -------- | ------------------- | -------- | --------------------- |
| D        | Thaïs Hurni         |          | rescissione contratto |
| D        | Viktoria Kazakevich |          | rescissione contratto |
| D        | Sarah Klotz         |          | rescissione contratto |
| A        | Cyrine Ben Rabah    | Le Puy   | [ 7 ]                 |

## Risultati

### Division 1

#### Girone di andata
| Arbitro: | Collin |

|                      |           |  |
| Chossenotte 35’, 78’ | Marcatori |  |

| Arbitro: | Efe |

|         |           |           |
| Otu 14’ | Marcatori | 69’ Mpome |

| Arbitro: | Laur |

|  |           |             |
|  | Marcatori | 6’ Chawinga |

| Arbitro: | Vanderstichel |

|                                                   |           |  |
| Gilles 15’ Le Sommer 16’, 26’ Horan 22’, 79’, 85’ | Marcatori |  |

| Arbitro: | Collin |

|            |           |                              |
| Browne 14’ | Marcatori | 69’ Ali Nadjim 76’ Effa Effa |

| Arbitro: | Gonçalves |

|                        |           |                |
| Louis 2’ Fernandes 71’ | Marcatori | 87’ Champagnac |

| Arbitro: | Jeannot |

|                |           |                                                         |
| Lamontagne 19’ | Marcatori | 14’ Ribadeira 35’ Matéo 44’, 67’, 70’ Fleury 84’ Dufour |

| Arbitro: | Collin |

|         |           |                              |
| Roux 2’ | Marcatori | 57’ (rig.) Browne 72’ Elmore |

| Arbitro: | Beyer |

|                                            |           |                       |
| Díaz 47’ Declercq 51’ (rig.) Jedlińska 58’ | Marcatori | 30’ Elmore 65’ Caputo |

| Arbitro: | Gerbel |

|                           |           |                |
| Champagnac 33’ Caputo 61’ | Marcatori | 57’ Teinturier |

| Arbitro: | Fournier |

|            |           |                                                 |
| Sangaré 8’ | Marcatori | 13’ Caputo 51’ Bataillard 74’ Browne 81’ Elmore |

##### Girone di ritorno
| Arbitro: | Vanderstichel |

|                                                |           |                                        |
| Mbadi 40’ Caputo 69’ Champagnac 84’ Browne 86’ | Marcatori | 32’ Meyong 51’ Mouchon 77’ Le Moguedec |

| Arbitro: | Rochebilière |

|                  |           |  |
| Pierre-Louis 29’ | Marcatori |  |

| Arbitro: | Gonçalves |

|                                                     |           |                                   |
| Benyahia 18’ Demeyere 27’ Ali Nadjim 53’ Gavory 73’ | Marcatori | 62’ Pierre-Louis 90+2’ Lamontagne |

| Arbitro: | Daupeux |

|                       |           |  |
| Carage 59’ Caputo 87’ | Marcatori |  |

| Arbitro: | Jeannot |

|  |           |               |
|  | Marcatori | 4’ Lamontagne |

| Arbitro: | Jeannot |

|                                                       |           |  |
| Geyoro 18’, 55’ Katoto 20’ Chawinga 56’ Le Guilly 88’ | Marcatori |  |

| Arbitro: | Gerbel |

|                |           |  |
| Lamontagne 67’ | Marcatori |  |

| Arbitro: | Laur |

|                             |           |                                                     |
| Cambot 1’ Peniguel 11’, 62’ | Marcatori | 35’ Carage 41’ Browne 64’ Lamontagne 81’ Champagnac |

| Arbitro: | Beyer |

|                  |           |                                                                            |
| Pierre-Louis 21’ | Marcatori | 14’ Mbock Bathy 17’ (rig.) Renard 28’, 70’, 90+3’ Becho 45+4’ (rig.) Diani |

| Arbitro: | Vanderstichel |

|                                                  |           |  |
| Robert 46’ Khelifi 72’ Mondésir 79’ Gordon 90+3’ | Marcatori |  |

| Arbitro: | Collin |

|                   |           |             |
| Caputo 20’ (rig.) | Marcatori | 53’ Ribeyra |

### Coppa di Francia
| Arbitro: | Daupeux |

|                |           |                                  |
| Altunkulak 82’ | Marcatori | 16’, 41’ Pierre-Louis 24’ Elmore |

| Arbitro: | Laur |

|                        |           |                  |
| Katoto 10’ Martens 49’ | Marcatori | 49’ Pierre-Louis |

## Statistiche

### Statistiche di squadra
| Competizione     | Punti | In casa | In casa | In casa | In casa | In casa | In casa | In trasferta | In trasferta | In trasferta | In trasferta | In trasferta | In trasferta | Totale | Totale | Totale | Totale | Totale | Totale | DR  |
| Competizione     | Punti | G       | V       | N       | P       | Gf      | Gs      | G            | V            | N            | P            | Gf           | Gs           | G      | V      | N      | P      | Gf     | Gs     | DR  |
| ---------------- | ----- | ------- | ------- | ------- | ------- | ------- | ------- | ------------ | ------------ | ------------ | ------------ | ------------ | ------------ | ------ | ------ | ------ | ------ | ------ | ------ | --- |
| Division 1       | 29    | 11      | 5       | 2       | 4       | 15      | 21      | 11           | 4            | 0            | 7            | 16           | 31           | 22     | 9      | 2      | 11     | 31     | 52     | -21 |
| Coppa di Francia | -     | -       | -       | -       | -       | -       | -       | 2            | 1            | 0            | 1            | 4            | 3            | 2      | 1      | 0      | 1      | 4      | 3      | +1  |
| Totale           | -     | 11      | 5       | 2       | 4       | 15      | 21      | 13           | 5            | 0            | 8            | 20           | 34           | 24     | 10     | 2      | 12     | 35     | 55     | -20 |

### Andamento in campionato
| Giornata  | 1 | 2  | 3  | 4  | 5  | 6  | 7  | 8  | 9  | 10 | 11 | 12 | 13 | 14 | 15 | 16 | 17 | 18 | 19 | 20 | 21 | 22 |
| --------- | - | -- | -- | -- | -- | -- | -- | -- | -- | -- | -- | -- | -- | -- | -- | -- | -- | -- | -- | -- | -- | -- |
| Luogo     | T | C  | C  | T  | C  | T  | C  | T  | T  | C  | T  | C  | C  | T  | C  | T  | T  | C  | T  | C  | T  | C  |
| Risultato | P | N  | P  | P  | P  | P  | P  | V  | P  | V  | V  | V  | V  | P  | V  | V  | P  | V  | V  | P  | P  | N  |
| Posizione | 9 | 12 | 11 | 12 | 12 | 12 | 12 | 10 | 12 | 9  | 8  | 7  | 7  | 7  | 7  | 6  | 7  | 7  | 5  | 6  | 7  | 7  |

Legenda:

Luogo: C = Casa; T = Trasferta. Risultato: V = Vittoria; N = Pareggio; P = Sconfitta.

### Statistiche delle giocatrici
| Giocatore          | Division 1 | Division 1 | Division 1  | Division 1 | Coppa di Francia | Coppa di Francia | Coppa di Francia | Coppa di Francia | Totale   | Totale | Totale      | Totale     |
| Giocatore          | Presenze   | Reti       | Ammonizioni | Espulsioni | Presenze         | Reti             | Ammonizioni      | Espulsioni       | Presenze | Reti   | Ammonizioni | Espulsioni |
| ------------------ | ---------- | ---------- | ----------- | ---------- | ---------------- | ---------------- | ---------------- | ---------------- | -------- | ------ | ----------- | ---------- |
| A. Anglais         | 9          | 0          | 1           | 0          | 1                | 0                | 0                | 0                | 10       | 0      | 1           | 0          |
| L. Archier         | 12         | 0          | 0           | 0          | -                | -                | -                | -                | 12       | 0      | 0           | 0          |
| Y. Balogun         | 1          | -1         | 0           | 0          | 0                | 0                | 0                | 0                | 1        | -1     | 0           | 0          |
| F. Bataillard      | 18         | 1          | 8           | 0          | 2                | 0                | 0                | 0                | 20       | 1      | 8           | 0          |
| M. Belkhiter       | 12         | 0          | 2           | 0          | 2                | 0                | 0                | 0                | 14       | 0      | 2           | 0          |
| C. Ben Rabah       | 6          | 0          | 0           | 0          | -                | -                | -                | -                | 6        | 0      | 0           | 0          |
| B.J. Benera        | 9          | 0          | 1           | 0          | -                | -                | -                | -                | 9        | 0      | 1           | 0          |
| N. Blanchard       | 9          | 0          | 0           | 0          | 2                | 0                | 0                | 0                | 11       | 0      | 0           | 0          |
| P. Browne          | 20         | 5          | 1           | 0          | 2                | 0                | 0                | 0                | 22       | 5      | 1           | 0          |
| C. Caputo          | 22         | 6          | 5           | 0          | 1                | 0                | 0                | 0                | 23       | 6      | 5           | 0          |
| N. Carage          | 22         | 2          | 1           | 0          | 2                | 0                | 0                | 0                | 24       | 2      | 1           | 0          |
| S. Champagnac      | 21         | 4          | 6           | 0          | 1                | 0                | 1                | 0                | 22       | 4      | 7           | 0          |
| O. Chaudier        | 0          | 0          | 0           | 0          | -                | -                | -                | -                | 0        | 0      | 0           | 0          |
| H. Dowd            | 11         | 0          | 0           | 0          | 2                | 0                | 0                | 0                | 13       | 0      | 0           | 0          |
| K. Elmore          | 14         | 3          | 2           | 0          | 1                | 1                | 0                | 0                | 15       | 4      | 2           | 0          |
| M. Ferrière        | 1          | 0          | 0           | 0          | -                | -                | -                | -                | 1        | 0      | 0           | 0          |
| M. Gignoux-Soulier | 22         | -51        | 1           | 0          | 2                | -3               | 0                | 0                | 24       | -54    | 1           | 0          |
| A. Géry            | 0          | 0          | 0           | 0          | -                | -                | -                | -                | 0        | 0      | 0           | 0          |
| T. Hurni           | 1          | 0          | 0           | 0          | -                | -                | -                | -                | 1        | 0      | 0           | 0          |
| L. Jésus           | 3          | 0          | 0           | 0          | 1                | 0                | 0                | 0                | 4        | 0      | 0           | 0          |
| T. Job             | 4          | 0          | 0           | 0          | 2                | 0                | 1                | 0                | 6        | 0      | 1           | 0          |
| V. Kazakevich      | 0          | 0          | 0           | 0          | -                | -                | -                | -                | 0        | 0      | 0           | 0          |
| S. Klotz           | 6          | 0          | 0           | 0          | -                | -                | -                | -                | 6        | 0      | 0           | 0          |
| A. Lamontagne      | 22         | 5          | 2           | 0          | 2                | 0                | 0                | 0                | 24       | 5      | 2           | 0          |
| É. Legrout         | 7          | 0          | 1           | 0          | -                | -                | -                | -                | 7        | 0      | 1           | 0          |
| I. Masson          | 0          | 0          | 0           | 0          | -                | -                | -                | -                | 0        | 0      | 0           | 0          |
| A. Mbadi           | 15         | 1          | 4           | 0          | 2                | 0                | 0                | 0                | 17       | 1      | 4           | 0          |
| R. Otu             | 20         | 1          | 4           | 0          | 2                | 0                | 1                | 0                | 22       | 1      | 5           | 0          |
| A. Pierre-Louis    | 16         | 3          | 3           | 0          | 2                | 3                | 0                | 0                | 18       | 6      | 3           | 0          |
| K. Scott           | -          | -          | -           | -          | -                | -                | -                | -                | -        | -      | -           | -          |
| C. Tapia           | 21         | 0          | 7           | 0          | 1                | 0                | 0                | 0                | 22       | 0      | 7           | 0          |